# Duben
Duben je podle gregoriánského kalendáře čtvrtý měsíc v roce. Má 30 dní. Český název měsíce se odvozuje od dubů, kterým během tohoto měsíce začíná růst listí. V mnoha evropských jazycích je název měsíce (anglicky April, německy April, slovensky Apríl) odvozen od latinského Aprilis. Původ tohoto slova je nejasný. Jeden z výkladů název odvozuje od řecké bohyně lásky a plodnosti Afrodity (Aphrodite – aphrilis). V římském kalendáři byl duben zasvěcen bohyni Venuši a ta byla ztotožňována právě s Afroditou.
V římském kalendáři byl duben druhým měsícem v roce. V roce 153 př. n. l. se počátek roku přesunul na 1. leden a duben se tak stal čtvrtým měsícem. Duben začíná stejným dnem v týdnu jako červenec a v přestupném roce jako leden. Podle židovského kalendáře připadá březen obvykle na měsíce nisan a ijar.
Astrologicky je Slunce asi první dvě třetiny dubna ve znamení Berana a zbytek měsíce ve znamení Býka. V astronomických termínech začíná v souhvězdí Ryb a končí v souhvězdí Berana.
Během dubna se na severní polokouli prodlužuje délka dne. Na území České republiky, přesněji na průsečíku 50. rovnoběžky a 15. poledníku, je první dubnový den dlouhý okolo 12 hodin a 55 minut. Slunce vychází přibližně v 6.37 a zapadá v 19.32 hodin středoevropského letního času. Poslední den v dubnu je delší o hodinu a 44 minut. Slunce vychází okolo 5.38 a zapadá v 20.17 hodin.
Podle meteorologických měření v pražském Klementinu byla od 18. století nejvyšší dubnová teplota zaznamenána 29. dubna 2012 (30,7 °C) a nejnižší 3. dubna 1900 (-8 °C). Průměrné dubnové teploty se v letech 1961–1990 pohybovaly od 8,1 do 11,7 °C. Z celého území České republiky byla nejvyšší teplota naměřena 29. dubna 2012 (31,8 °C) a nejnižší 9. dubna 2003 na Horské Kvildě (-22 °C). Nejvíce srážek za den spadlo 16. dubna 1916 v Zubří na Vsetínsku (117,2 mm).
Teplotní průměr v dubnových dnech naměřený v Klementinu v letech 1961–1990:
V České republice připadá na duben jeden významný den: Den vzdělanosti (7. dubna), kterým se připomíná založení Univerzity Karlovy v roce 1348. Mezi 20. březnem a 23. dubnem se také připomíná Velký pátek a mezi 23. březnem a 26. dubnem Velikonoční pondělí. Oba dny patří mezi státní svátky.
Podle dubna jsou pojmenovány některé události či věci, které se v tomto měsíci odehrály či vznikly. Dne 25. dubna 1848 císař Ferdinand I. udělil první ústavu v Habsburské monarchii – Dubnovou ústavu. V roce 1876 vypuklo v Bulharsku proti Osmanské říši Dubnové povstání. V dubnu roku 1941 začala dubnová válka, když německá a italská armáda zahájila invazi na území Království Jugoslávie.
První dubnový den se nazývá apríl. Nejpozději od 16. století si lidé v tento den vzájemně dělají drobné zlomyslnosti a žerty. Poslední dubnovou noc na svátek svatého Filipa a Jakuba probíhá lidový zvyk pálení čarodějnic. Poslední dubnový či první květnový den se také staví máje.

## Pranostika
- Duben, ještě tam budem.

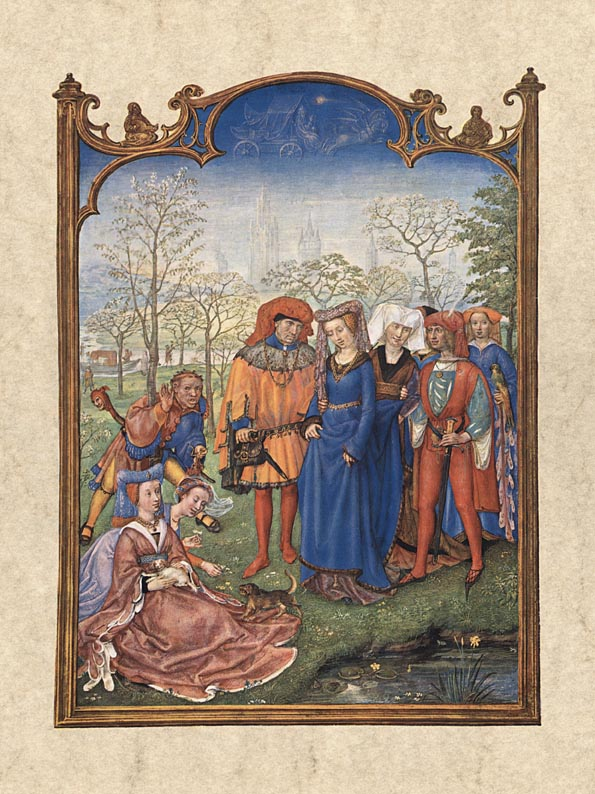
Duben: ilustrace z díla Breviarium Grimani (autoři Gerard Horenbout, Alexander & Simon Bening), asi 1510

- Prší-li na 1. dubna, bývá mokrý máj.
- Mokrý duben přislibuje dobrou sklizeň.
- Hodně-li v dubnu vítr duje, stodola se naplňuje.
- Chladnější duben bez sněhu – jasný a teplý květen.
- Je-li v dubnu krásně a povětří čisté, bude květen nepříjemný jistě.
- Na mokrý duben přichází suchý červen.
- Bouřky v dubnu zvěstují dobré léto.
- Jaký duben – takový říjen.
- Teplé deště v dubnu, teplé dny v říjnu.
- Duben hojný vodou – říjen vínem.
- Panská láska a dubnový sníh za mnoho nestojí.

## Svátky a oslavy
Tento seznam nemusí nutně znamenat oficiální status svátku nebo jeho všeobecné dodržování.

### Měsíční

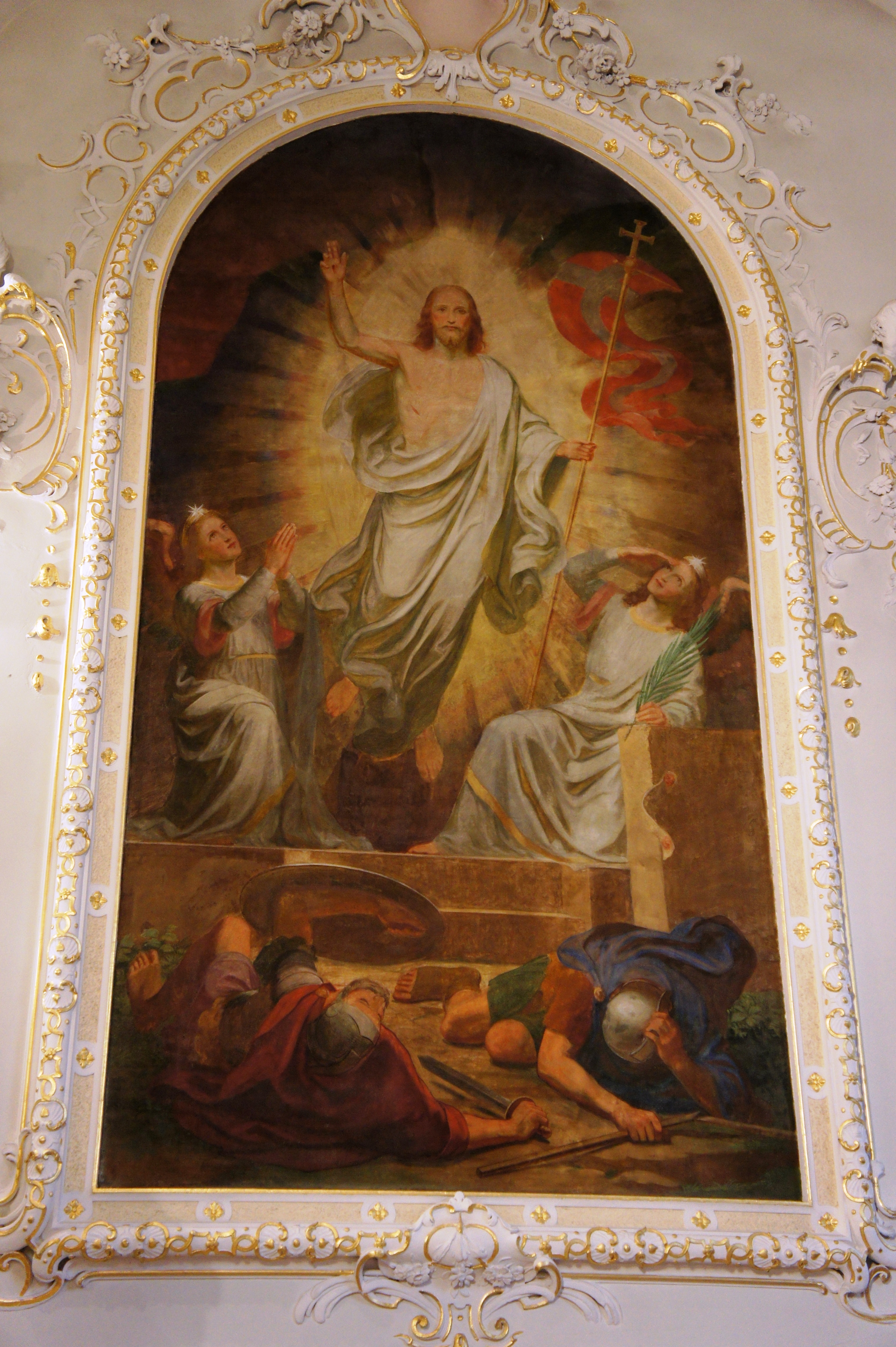
Freska v katolickém kostele ve Švýcarsku představující Zmrtvýchvstání Páně

V katolické, protestantské a pravoslavné tradici je duben měsícem Zmrtvýchvstání Páně. Duben a březen jsou měsíce, ve kterých se slaví pohyblivý svátek Velikonoční neděle.

### Pohyblivé

#### Různá data; uvedena jsou data pro rok 2021
- Den povědomí o bezdomovectví mládeže
- Národní den zdraví (Kiribati): 6. dubna
- Týden povědomí o rakovině úst, hlavy a krku (USA): 13.–19. dubna
- Týden národních parků (USA): 18.–26. dubna
- Týden práv obětí trestných činů (USA): 19.–25. dubna[6]
- Národní týden dobrovolnictví: 19.–25. dubna
- Evropský imunizační týden: 20.–26. dubna
- Den mlčení (USA): 24. dubna
- Den dobrých skutků: 28. dubna (mezinárodní)
- Den denimu: 29. dubna (mezinárodní)
- Den dialogu (USA)
- Týden očkování v Americe

#### První středa
- Národní den naděje (USA)

#### První sobota
- Den obce Ulcinj (Ulcinj, Černá Hora)

#### První neděle
- Konec letního času (Austrálie a Nový Zéland)
- Den geologů (země bývalého Sovětského svazu)
- Kanamara Macuri (Kawasaki, Japonsko)
- Zahajovací den (USA)

#### První celý týden
- Národní týden knihoven (USA)
  - Národní den pracovníků knihoven (USA) (úterý Národního týdne knihoven, 9. dubna 2024)
  - Národní den pojízdných knihoven (středa Národního týdne knihoven, 10. dubna 2024)
- Národní týden veřejného zdraví (USA)
- Národní týden telekomunikačních pracovníků (USA)

#### Druhá středa
- Mezinárodní den růžové

#### Druhý čtvrtek
- Národní den uznání bývalých válečných zajatců (USA)

#### Druhý pátek
- Den půstu a modliteb (Libérie)
- Den letectva (Rusko)
- Kamakura Macuri v Curugaoka Hačiman (Kamakura, Japonsko), trvá do třetí neděle

#### Druhá nedělě
- Den dětí (Peru)

#### Týden od 14. dubna
- Panamerický týden (USA)

#### Třetí středa
- Den administrativních pracovníků (Nový Zéland)

#### Třetí čtvrtek
- Den placáků (USA)

#### Třetí sobota
- Den obchodů s nahrávkami (mezinárodní)

#### Poslední celý týden v dubnu
- Týden administrativních pracovníků (Malajsie, Severní Amerika)
- Světový týden imunizace

#### Týden od 23. dubna
- Kanadský knižní týden (Kanada)

#### Týdennovoluní
- Mezinárodní týden tmavé oblohy

#### Třetí pondělí
- Den vlastenců (Massachusetts, Maine, USA)
- Sechseläuten (Curych, Švýcarsko)

#### Středa posledního celého týdne v dubnu
- Den administrativních pracovníků (Hongkong, Severní Amerika)

#### První čtvrtek po 18. dubnu
- První den léta (Island)

#### Čtvrtý čtvrtek
- Den braní dcer a synů do práce (USA)

#### Poslední pátek
- Den stromů (USA)
- Día de la Chupina (Rosario, Argentina)

#### Poslední pátek v dubnu až první neděli v květnu
- Týden stromů (Ontario)

#### Poslední sobota
- Den dětí (Kolumbie)
- Národní den obnovy (USA)
- Národní den čichu (USA)
- Světový den tchaj-ťi a čchi-kungu

#### Poslední neděle
- Den vlajky (Alandy, Finsko)
- Festival turkmenských závodních koní (Turkmenistán)

#### 27. dubna (26. dubna, pokud 27. dubna připadne na neděli)
- Koningsdag (Nizozemsko)

#### Poslední pondělí
- Den památky Konfederace (Alabama, Georgie, Mississippi, USA)

#### Poslední středa
- Mezinárodní den povědomí o hluku

### Pevné
- 1. dubna
  - Apríl
  - Den stromů (Tanzanie)
  - Den státní služby (Thajsko)
  - Národní den Kypru (Kypr)
  - Den jedlých knih
  - Den fosilních bláznů
  - Cha b-Nisan (Asyřané)

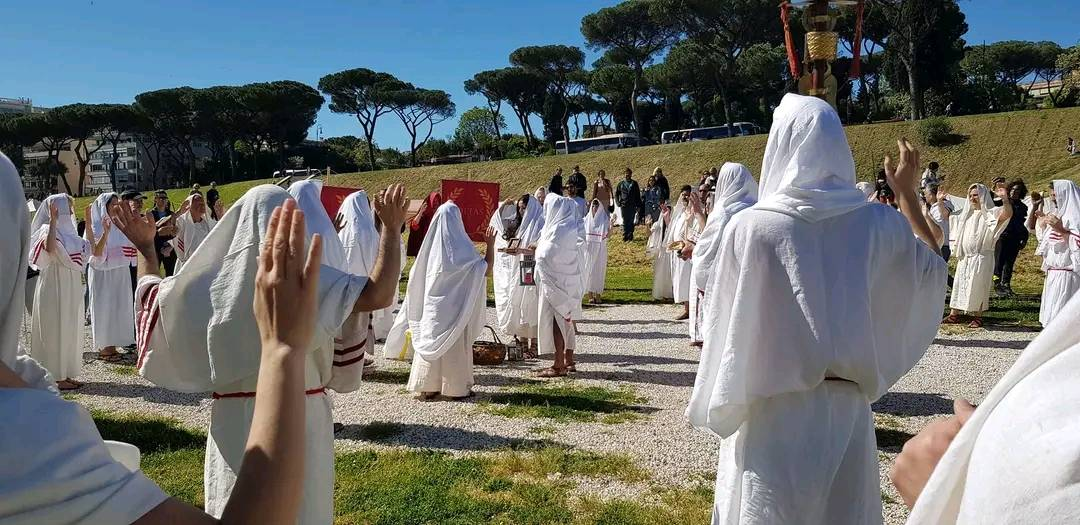
Oslava 2777. Natale di Roma na Circu Maximu

  - Národní den státní služby (Thajsko)
  - Den Urísy (Urísa, Indie)
  - Začátek týdne povědomí o rakovině varlat (USA), 1.–7. dubna
  - Období nenásilí (30. ledna – 4. dubna)
- 2. dubna
  - Mezinárodní den dětské knihy (mezinárodní)
  - Den Malvín (Argentina)
  - Národní den arašídového másla a džemu (USA)
  - Den ochrany thajského dědictví (Thajsko)
  - Den jednoty národů Ruska a Běloruska (Bělorusko)
  - Světový den povědomí o autismu (mezinárodní)
- 3. dubna
- 4. dubna
  - Den dětí (Hongkong, Tchaj-wan)
  - Den nezávislosti (Senegal)
  - Mezinárodní den povědomí o nebezpečí min a pomoci při akcích proti minám
  - Den míru (Angola)
- 5. dubna
  - Den dětí (Palestinská území)
  - Národní den karamelu (USA)
  - Sikmogil (Jižní Korea)
- 6. dubna
  - Den dynastie Čakri (Thajsko)
  - Národní den piva (Spojené království)
  - Předvečer nového piva (USA)
  - Den tartanu (USA a Kanada)
- 7. dubna
  - Den vlajky (Slovinsko)
  - Den památky genocidy (Rwanda) a s ním související:
    - Mezinárodní den reflexe o genocidě ve Rwandě v roce 1994 (Organizace spojených národů)

  - Den mateřství a krásy (Arménie)
  - Národní den piva (USA)
  - Den Sheikh Abeida Amani Karumeho (Tanzanie)
  - Den žen (Mosambik)
  - Světový den zdraví (mezinárodní)
- 8. dubna
  - Buddhovy narozeniny (pouze Japonsko, jiné země sledují jiné kalendáře)
  - Svátek prvního dne sepsání Knihy zákona (Theléma)
  - Mezinárodní den Romů (mezinárodní)
- 9. dubna
  - Výročí německé invaze do Dánska (Dánsko)
  - Den osvobození Bagdádu (Irácký Kurdistán)
  - Den ústavy (Kosovo)
  - Den národní jednoty (Gruzie)
  - Den finského jazyka (Finsko)
  - Den hrdinství nebo Araw ng Kagitingan (Filipíny)
  - Svátek druhého dne sepsání Knihy zákona (Theléma)
  - Mezinárodní den Banštai Cai
  - Den mučedníků (Tunisko)
  - Národní den uznání bývalých válečných zajatců (USA)
  - Vzpomínka na Haakona Sigurdssona (The Troth)
  - Den bitvy u Vimy Ridge (Kanada)
- 10. dubna
  - Den stavitelů (Ázerbájdžán)
  - Svátek třetího dne sepsání Knihy zákona (Theléma)
  - Den sourozenců (mezinárodní)
- 11. dubna
  - Den Juana Santamaríi, výročí jeho smrti během druhé bitvy u Rivase (Kostarika)
  - Mezinárodní den písně „Louie Louie“
  - Národní den sýrového fondue (USA)
  - Světový den Parkinsonovy choroby
- 12. dubna
  - Den dětí (Bolívie a Haiti)
  - Připomínka prvního člověka ve vesmíru Jurije Gagarina:
    - Den kosmonautiky (Rusko)
    - Mezinárodní den kosmonautiky
    - Noc Jurije Gagarina (mezinárodní)

  - Halifaxský den (Severní Karolína)
  - Národní den sendviče se sýrem na grilu (USA)
  - Národní den vykoupení (Libérie)
- 13. dubna
  - Jeffersonovy narozeniny (USA)
  - Den památky Katyně (Polsko)
  - Den učitelů (Ekvádor)
  - První den Thingyanu (Myanmar) (13.–16. dubna)
  - Den nespravedlivě stíhaných osob (Slovensko)
- 14. dubna
  - ʔabusibaree (Okinawské ostrovy, Japonsko)
  - Ámbédkar Džajanti (Indie)
  - Černý den (Jižní Korea)
  - Připomínka genocidy Anfal vůči Kurdům (Irácký Kurdistán)
  - Den maledivštiny (Maledivy)
  - Den Mology (Jaroslavská oblast, Rusko)
  - Den gruzínštiny (Gruzie)
  - Období emancipace (14. dubna – 23. srpna) (Barbados)
  - Den písma N'Ko (mluvčí mandéštiny)
  - Pohela Bóišach (Bangladéš)
  - Pana Sankranti (Urísa, Indie)
  - Puthandu (Tamilové) (Indie, Malajsie, Singapur, Srí Lanka)
  - Druhý den Songkranu (Thajsko)
  - Panamerický den (několik zemí v Americe)
  - První den jarního festivalu Takajama (Takajama, Gifu, Japonsko)
  - Vaisach (Přední Indie, Indie a Pákistán)
  - Den mládeže (Angola)
- 15. dubna
  - Den slunce (Severní Korea)
  - Památka obětí katastrofy na stadionu Hillsborough (Liverpool, Anglie)
  - Den Jackieho Robinsona (USA)
  - Pohela Bóišach (Západní Bengálsko, Indie) (poznámka: v Bangladéši se slaví 14. dubna)
  - Poslední den Songkranu (Thajsko)
  - Den podání daňového přiznání, oficiální lhůta (USA, Filipíny)
  - Univerzální den kultury
  - Světový den umění
- 16. dubna
  - Narozeniny Josého de Diega (Portoriko, USA)
  - Narozeniny královny Markéty II. (Dánsko)
  - Den emancipace (Washington, D.C., USA)
  - Den Foursquare (mezinárodní)
  - Pamětní den obětí holocaustu (Maďarsko)
  - Národní den rozhodnutí o zdravotní péči (USA)
  - Vzpomínka na chemický útok v Balisanu a Šeich Wasanu (Irácký Kurdistán)
  - Světový den hlasu
- 17. dubna
  - Den evakuace (Sýrie)
  - Den FAO (Irák)
  - Den vlajky (Americká Samoa)
  - Světový den malbecu
  - Národní den sýrových kuliček (USA)
  - Národní den espressa (Itálie)
  - Den žen (Gabon)
  - Světový den hemofilie
- 18. dubna
  - Výročí vítězství nad Řádem německých rytířů v bitvě na Ledě, 1242 (Rusko)
  - Den armády (Írán)
  - Den pacientů v kómatu (Polsko)
  - Den přátelství (Brazílie)
  - Den nezávislosti (Zimbabwe)
  - Mezinárodní den pomníků a památek
  - Den vynálezů (Japonsko)
- 19. dubna
  - Den armády (Brazílie)
  - Začátek hnutí za nezávislost (Venezuela)
  - Den jízdního kola
  - Den přátelství mezi Nizozemskem a Amerikou (USA)
  - Den památky holocaustu (Polsko)
  - Den původních obyvatel (Brazílie)
  - Narozeniny krále Mswatiho III. (Svazijsko)
  - Den přistání 33 vlastenců (Uruguay)
  - Národní den česneku (USA)
  - Národní den rýžových koulí (USA)
  - Den prvosenek (Spojené království)
- 20. dubna
  - 420 (kultura konopí) (mezinárodní)
  - Den čínštiny OSN (Organizace spojených národů)
- 21. dubna
  - Natale di Roma (Itálie)
  - Den A&M (Texas A&M University)
  - Den státní služby (Indie)
  - Den místní samosprávy (Rusko)
  - Den grounation (rastafariánství)
  - Den hrdinné obrany Veracruzu (Mexiko)
  - Narozeniny Kang Pan-soka (Severní Korea)
  - Den Kartini (Indonésie)
  - Den výsadby stromů (Keňa)
  - Den San Jacinta (Texas)
  - Oficiální narozeniny krále (Falklandy)
  - Den Tiradentesa (Brazílie)
  - Den vietnamské knihy (Vietnam)
- 22. dubna
  - Den objevení (Brazílie)
  - Den Země (mezinárodní) a související připomínka:
    - Mezinárodní den Matky Země

  - Den památky holocaustu (Srbsko)
  - Národní den želatinových bonbónů (USA)
- 23. dubna
  - Den Kastilie a Leónu (Kastilie a León, Španělsko)
  - Německý den piva (Německo)
  - Den nezávislosti (Lasturová republika, Key West, Florida)
  - Mezinárodní den techno-rolnických textů
  - Den Khongjom (Manípur, Indie)
  - Den národní suverenity a dětí (Turecko a Severní Kypr)
  - Den námořnictva (Čína)
  - Den sv. Jiří (Anglie) a související oslavy:
    - Kanadský den knihy (Kanada)
    - La Diada de Sant Jordi (Katalánsko, Španělsko)
    - Světový den knihy a autorských práv

  - Den angličtiny OSN
- 24. dubna
  - Den památky arménské genocidy (Arménie)
  - Den svornosti (Niger)
  - Den dětí (Zambie)
  - Den demokracie (Nepál)
  - Den módní revoluce
  - Den vlajky (Irsko)
  - Mezinárodní den sochařství
  - Den Kap-jongu (Austrálie)
  - Den bezpečnosti práce (Bangladéš)
  - Národní den Pančajati Radže (Indie)
  - Národní den klobás v těstíčku (USA)
  - Den republiky (Gambie)
  - Předvečer sv. Marka (západní křesťanství)
  - Světový den laboratorních zvířat
- 25. dubna
  - Výročí prvního kabinetu kurdské vlády (Irácký Kurdistán)
  - Den Anzacu (Austrálie, Nový Zéland)
  - Den stromů (Německo)
  - Den DNA
  - Svátek sv. Marka (západní křesťanství)
  - Den vlajky (Faerské ostrovy)
  - Den vlajky (Svazijsko)
  - Den svobody (Portugalsko)
  - Den osvobození (Itálie)
  - Velká prosebná středa (západní křesťanství)
  - Den založení armády (Severní Korea)
  - Národní den cuketového chleba (USA)
  - Den povědomí o odcizení rodičů
  - Den Červeného klobouku
  - Den osvobození Sinaje (Egypt)
  - Světový den proti malárii
- 26. dubna
  - Připomínka černobylské katastrofy:
    - Pamětní den obětí radiačních nehod a katastrof (Rusko)
    - Den připomínky černobylské tragédie (Bělorusko)

  - Den památky Konfederace (Florida, USA)
  - Den objetí přítele
  - Den viditelnosti leseb
  - Národní den preclíků (USA)
  - Den staropermského písma
  - Den sjednocení (Tanzanie)
  - Světový den duševního vlastnictví
- 27. dubna
  - Den parlamentního systému (Rusko)
  - Den povstání proti okupačním silám (Slovinsko)
  - Den vlajky (Moldavsko)
  - Den svobody (Jihoafrická republika)
    - Den nesvobody

  - Den nezávislosti (Sierra Leone)
  - Den nezávislosti (Togo)
  - Národní den (Mayotte)
  - Národní den (Sierra Leone)
  - Národní den pečených žebírek (USA)
  - Národní den veteránů (Finsko)
- 28. dubna
  - Den právníků (Urísa, Indie)
  - Den vítězství mudžáhidů (Afghánistán)
  - Národní den (Sardinie, Itálie)
  - Den národních hrdinů (Barbados)
  - Den obnovení suverenity (Japonsko)
  - Den památky pracovníků a Světový den bezpečnosti a ochrany zdraví při práci (mezinárodní)
    - Den národního smutku (Kanada)
- 29. dubna
  - Den památky obětí chemických válek (Organizace spojených národů)
  - Mezinárodní den tance (UNESCO)
  - Narozeniny princezny Benedikty (Dánsko)
  - Národní den krevet ve smetanové omáčce (USA)
  - Den císaře Šówy, tradiční začátek Zlatého týdne (Japonsko, 29. dubna a 3.–5. května)
- 30. dubna
  - Den ozbrojených sil (Gruzie)
  - Narozeniny krále (Švédsko)
  - Den Camarónu (Francouzská cizinecká legie)
  - Den dětí (Mexiko)
  - Den ochrany spotřebitelů (Thajsko)
  - Den poctivosti (USA)
  - Mezinárodní den jazzu (UNESCO)
  - Den mučedníků (Pákistán)
  - Předvečer prvního máje (Severní polokoule):
    - Beltain začíná po západu slunce na Severní polokouli, Samhain na Jižní polokouli (neodruidismus)
    - Čarodějnice (Česko a Slovensko)
    - Valpuržina noc (Střední a Severní Evropa)

  - Národní den Perského zálivu (Írán)
  - Den znovusjednocení (Vietnam)
  - Den státní hasičské služby (Rusko)
  - Den daní (Kanada)
  - Den učitelů (Paraguay)